# Хесен
Хесен (на немски: Hessen) е една от шестнадесетте федерални провинции на Германия (Bundesländer). Столица на Хесен е Висбаден, а икономически център на провинцията е Франкфурт на Майн.

## География
Хесен се простира на площ от 21 114,72 km² и е седмата по големина провинция на Германия, има население 6 067 000 жители и гъстота на населението 287 жители на km² (към 2010 г.).
Разположена в централната част на Западна Германия, Хесен граничи на северозапад с федералните провинции Северен Рейн-Вестфалия и Долна Саксония, на изток с Тюрингия, на югоизток с Бавария, на юг с Баден-Вюртемберг и на югозапад с Райнланд-Пфалц. По-големи градове са Франкфурт на Майн, Висбаден, Дармщат, Касел, Гисен, Марбург, Вецлар, Офенбах на Майн и Фулда.
Главните реки, в северната част на Хесен, са Фулда и Лан. Хесен се намира предимно в планинска област, изпълнена със средновисоки планини. Главните планински вериги са Рьон, Вестервалд, Таунус и Шпесарт.
Най-високата точка на провинцията се намира в планината Васеркупе (нем. Wasserkuppe) – 950,2 m, която е част от планинската верига Рьон (нем. Rhön).
По-голямата част от жителите на федералната провинция живеят в най-южната част на Хесен между реките Майн и Рейн. Река Рейн е и югозападната граница на Хесен. Планинската верига между Майн и Рейн се нарича Оденвалд.

## Административно деление
Хесен е разделен на 21 окръга и пет самостоятелни града:
1. Бергщрасе (Хепенхайм)
2. Дармщат-Дибург (Дармщат, Дийбург)
3. Грос-Герау (Грос-Герау, Руселсхайм)
4. Хохтаунускрайс (Бад Хомбург)
5. Майн-Кинциг (Ханау)
6. Майн-Таунус (Хофхайм)
7. Оденвалдкрайс (Ербах)
8. Офенбах (Дитценбах)
9. Райнгау-Таунус (Бад Швалбах)
10. Ветераукрайс (Фридберг)
11. Гисен (Гисен)
12. Лан-Дил (Вецлар)
13. Лимбург-Вайлбург (Лимбург)
14. Марбург-Биеденкопф (Марбург)
15. Фогелсбергкрайс (Лаутербах)
16. Фулда (Фулда)
17. Херсфелд-Ротенбург (Бад Херсфелд)
18. Касел (Касел)
19. Швалм-Едер (Фрицлар, Боркен)
20. Вера-Мейснер (Ешвеге, Виценхаузен)
21. Валдек-Франкенберг (Корбах)

- DA Дармщат
- F Франкфурт на Майн
- KS Касел
- OF Офенбах на Майн
- WI Висбаден

Двадесет и единият окръга и петте самостоятелни градове са групирани в три административни региона (Regierungsbezirke): Касел, Гисен и Дармщат.

## История
През Ранното средновековие Хесен е част от Тюрингия, но след войната за тюрингското наследство (1247 – 1264) Хесен добива своята независимост и става част от Свещената Римска империя. За кратко време Хесен прераства в държава от първостепенно значение по време на управлението на Филип Великодушни, който е един от лидерите на немския протестантизъм. След смъртта на Филип през 1567 г. територията на държавата е разделена между неговите четирима сина от първия му брак (Филип е бил бигамен) на следните четири линии: Хесен-Касел, Хесен-Дармщат, Хесен-Райнфелс и Хесен-Марбург. Последните две линии са унищожени скоро (съответно през 1583 и 1605), Хесен-Касел и Хесен-Дармщат се превръщат в двете най-важни държави сред хесенските земи. Няколко второстепенни линии се отделят през вековете – през 1622 г. Хесен-Хомбург се отделя от Хесен-Дармщат. През късния XVI век Касел приема калвинизма, а Дармщат остава лутерански. Като резултат на това двете линии често влизали в различни видове конфликти, както този за Хесен-Марбург и Тридесетгодишната война, когато Дармщат е на страната на императора, а Касел е съюзник на Швеция и Франция.
Хесен-Касел е издигнат до ниво електорат през 1803 г., но това не трае дълго, тъй като Свещената Римска империя е унищожена през 1806 г. Територията му е анексирана от кралство Вестфалия през 1806 г., но през 1813 г. е върната отново със статут на електорат. След премахването на институциите на Свещената римска империя другите бивши електори заемат нови титли, като крале или князе. Хесен-Касел запазва старинната си титла електор. Регионът около Касел е наричан Kurhessen. През 1866 г. Хесен-Касел е анексиран от Прусия заедно със свободния град Франкфурт, Хесен-Хомбург и княжество Насау, които оформят провинция Хесен-Насау в рамките на Кралство Прусия.
Хесен-Дармщат е издигнат в ранга на княжество през 1806 г. По време на войната от 1866, Хесен-Дармщат е на страната на Австрия против Прусия, но след разгрома запазва своята автономия, тъй като по-голямата част от княжеството се намира южно от река Майн. Прусия не се осмелява да премине на юг от реката, тъй като това би провокирало Франция. За разлика от южната част на Хесен-Дармщат, северната (северно от река Майн), регионът около град Гисен, наречен Oberhessen, е включен в състава на Северногерманския съюз (Norddeutscher Bund) – федерация на германските държави, създадена от Прусия през 1867 г. През 1871 г. остатъкът от княжеството се присъединява към Германската империя.
След края на Първата световна война 1918 Хесен-Дармщат става република под името Volksstaat Hessen (Народна държава Хесен). Териториите на Хесен-Дармщат на левия бряг на Рейн (провинция Райнхесен) са окупирани от Франция до 1930 г. според условията от Версайския мирен договор, с който официално завършва Първата световна война през 1919 г.
След края на Втората световна война хесенската територия вляво от река Рейн е отново окупирана от Франция, а останалата част от Народната държава Хесен се намира в американската окупационна зона. Френската част на Хесен е включена в новосъздадената федерална провинция Райнланд-Пфалц. В американската част от Хесен през 1945 г. е образувана федералната провинция Groß-Hessen (Велики Хесен), съставена от Хесен-Дармщат и бившата пруска провинция Хесен-Насау. На 4 декември 1946 г. Велики Хесен е официално преименуван в провинция Хесен.